# Pyrinia
Pyrinia es un género de polilla de la familia Geometridae. Fue descrita por primera vez por Jacob Hübner en 1818.

## Especies
Guenée incluyó catorce especies en este género, y posteriormente se añadieron otras. Pyrinia se encuentra principalmente en la América tropical.
- P. abditaria Warren, 1905
- P. acutipennis Bastelberger, 1907
- P. adminiculata Bastelberger, 1907
- P. agonisaria Walker, 1860
- P. angulimargo Warren, 1907
- P. antoniata Oberthür, 1912
- P. ardysaria Walker, 1860
- P. arxata Druce, 1892
- P. augustata Oberthür, 1912
- P. aurantiaca Butler, 1881
- P. bertularia Schaus, 1901
- P. brasaria Walker, 1860
- P. brunnea Warren, 1900
- P. brunneoliva Dognin, 1914
- P. callioparia Oberthür, 1883
- P. carthamata Guenée, 1858
- P. castana Dognin, 1896
- P. castaneata Felder & Rogenhofer, 1874
- P. cerocampata Guenée, 1858
- P. coearia Walker, 1860
- P. concisata Walker, 1862
- P. copiosata Guenée, 1858
- P. charisaria Oberthür, 1912
- P. chrysoclaba Prout, 1933
- P. chrysops Kaye, 1925
- P. derasata Warren, 1904
- P. discata Schaus, 1901
- P. dispansa Dognin, 1902
- P. distincta Warren, 1897
- P. divalis Druce, 1898
- P. erythrocephalata Guenée, 1858
- P. eubaphe Felder & Rogenhofer, 1875
- P. faragita Schaus, 1901
- P. flavida Dognin, 1918
- P. flavoapicata Dognin, 1918
- P. fletifera Dognin, 1918
- P. fulvata Warren, 1894
- P. fulvatoides Dognin, 1896
- P. fusilineata Walker, 1893
- P. gallaria Walker, 1860
- P. helvaria Herrich-Schäffer, 1853
- P. hilaris Warren, 1906
- P. ianaria Oberthür, 1912
- P. icosiata Walker, 1860
- P. incensata Walker, 1863
- P. itunaria Walker, 1860
- P. lebonaria Walker, 1860
- P. megara Druce, 1892
- P. mephasaria Walker, 1860
- P. mimicaria Walker, 1863
- P. minsera Dyar, 1910
- P. niligenata Oberthür, 1912
- P. optivata Guenée, 1858
- P. oroyata Oberthür, 1912
- P. pastazzata Oberthür, 1912
- P. pervisata Guenée, 1858
- P. pescoria Schaus, 1901
- P. phoebeata Guenée, 1858
- P. praefulvata Warren, 1906
- P. punctilinea Schaus, 1913
- P. quadrataria Walker, 1862
- P. radiolata Walker, 1863
- P. reflectaria Walker, 1863
- P. resignata Guenée, 1858
- P. rigraphicalis Herbulot, 1988
- P. rutilaria Hübner, 1818
- P. sabasia Schaus, 1927
- P. sanitaria Schaus, 1901
- P. selecta Schaus, 1912
- P. signifera Warren, 1894
- P. solata Guenée, 1858
- P. sterrhata Guenée, 1858
- P. subaurata Walker, 1863
- P. sublustraria Walker, 1860
- P. subsanguinea Dognin, 1910
- P. substriata Dognin, 1913
- P. sucronaria Oberthür, 1912
- P. tarapotata Oberthür, 1912
- P. tenuilinea Warren, 1905
- P. transitata Guenée, 1858
- P. vanidosa Dognin, 1896
- P. venusta Warren, 1906
- P. yaponaria D. Jones, 1921
- P. yerma Dognin, 1896
- P. zizana Dognin, 1896